# György Gerendás
György Gerendás (né le 23 février 1954 à Budapest) est un joueur de water-polo hongrois, champion olympique.
- CIO
- Comité olympique hongrois
- Olympedia
- World Aquatics